# Baulmes
Baulmes je obec na západě Švýcarska v kantonu Vaud. Žije zde přibližně 1 000 obyvatel.

## Geografie

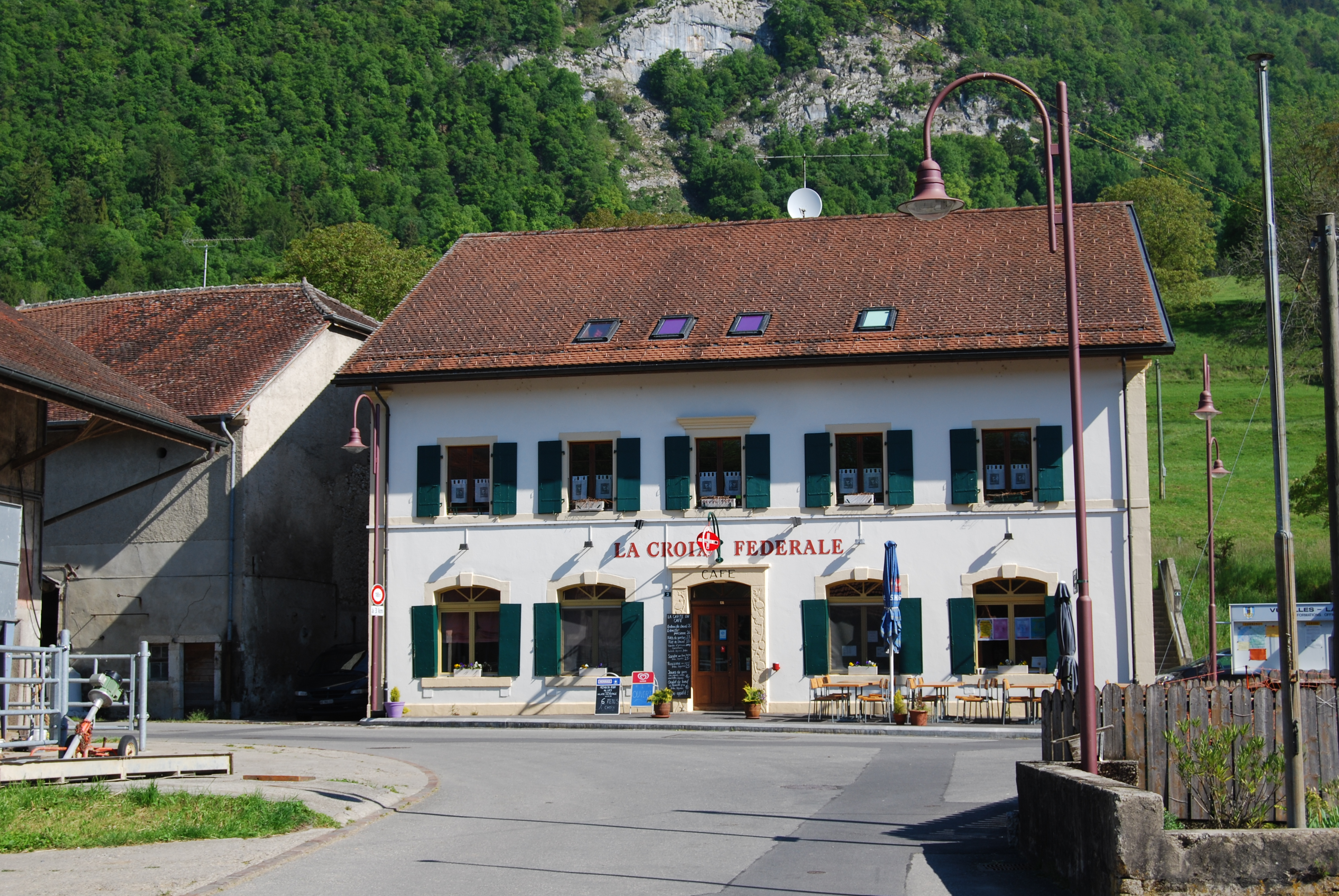
Centrum obce

Baulmes leží v nadmořské výšce 656 m, vzdušnou čarou 10 km západně od okresního města Yverdon-les-Bains. Obec se nachází na náplavovém kuželu Baumine, horského potoka, který vytéká z Jury do Švýcarské plošiny, na jihovýchodním úpatí masivu Aiguilles de Baulmes.
Území obce o rozloze 22,5 km² se rozkládá na části pohoří Vaudský Jura. Jihovýchodní část území se geograficky nachází ještě na Švýcarské plošině a zahrnuje náhorní plošinu na úpatí Jury s vřesovištěm Marais de Rances, které je přírodní rezervací, kopec Pipechat na východě (670 m n. m.), náplavový kužel Baumine a údolí tohoto potoka, který se vlévá do Arnonu a pak teče souběžně s Jurou. Na západě se nachází hustě zalesněný sráz Jury, částečně protkaný skalními pásy a sesuvy (Les Rapilles, přírodní rezervace), který je rozdělen horským údolím Baumine. V Juře zasahuje území obce do výšin Mont de Baulmes (1285 m n. m.), Aiguilles de Baulmes (nejvyšší bod Baulmes 1559 m n. m.) a do blízkosti vrcholu Suchet (až 1550 m n. m.). Na těchto výšinách se nacházejí rozsáhlé jurské vysokohorské pastviny s typickými mohutnými smrky, které zde stojí buď jednotlivě, nebo ve skupinách. Na západě oblast zasahuje do nejhořejší části povodí řeky Jougnena. K Baulmes patří také lesní oblast La Joux de la Limasse severně od průsmyku Col de l’Aiguillon. V roce 1997 tvořila 4 % rozlohy obce zastavěná plocha, 55 % lesy a lesní porosty, 40 % zemědělství a něco málo přes 1 % neproduktivní půda.
K obci Baulmes patří četné samostatné zemědělské podniky na úpatí a na výšinách Jury. Sousedními obcemi jsou Sainte-Croix, Vuiteboeuf, Champvent, Rances a L’Abergement v kantonu Vaud, stejně jako Jougne a Les Hôpitaux-Vieux v sousední Francii.

## Historie

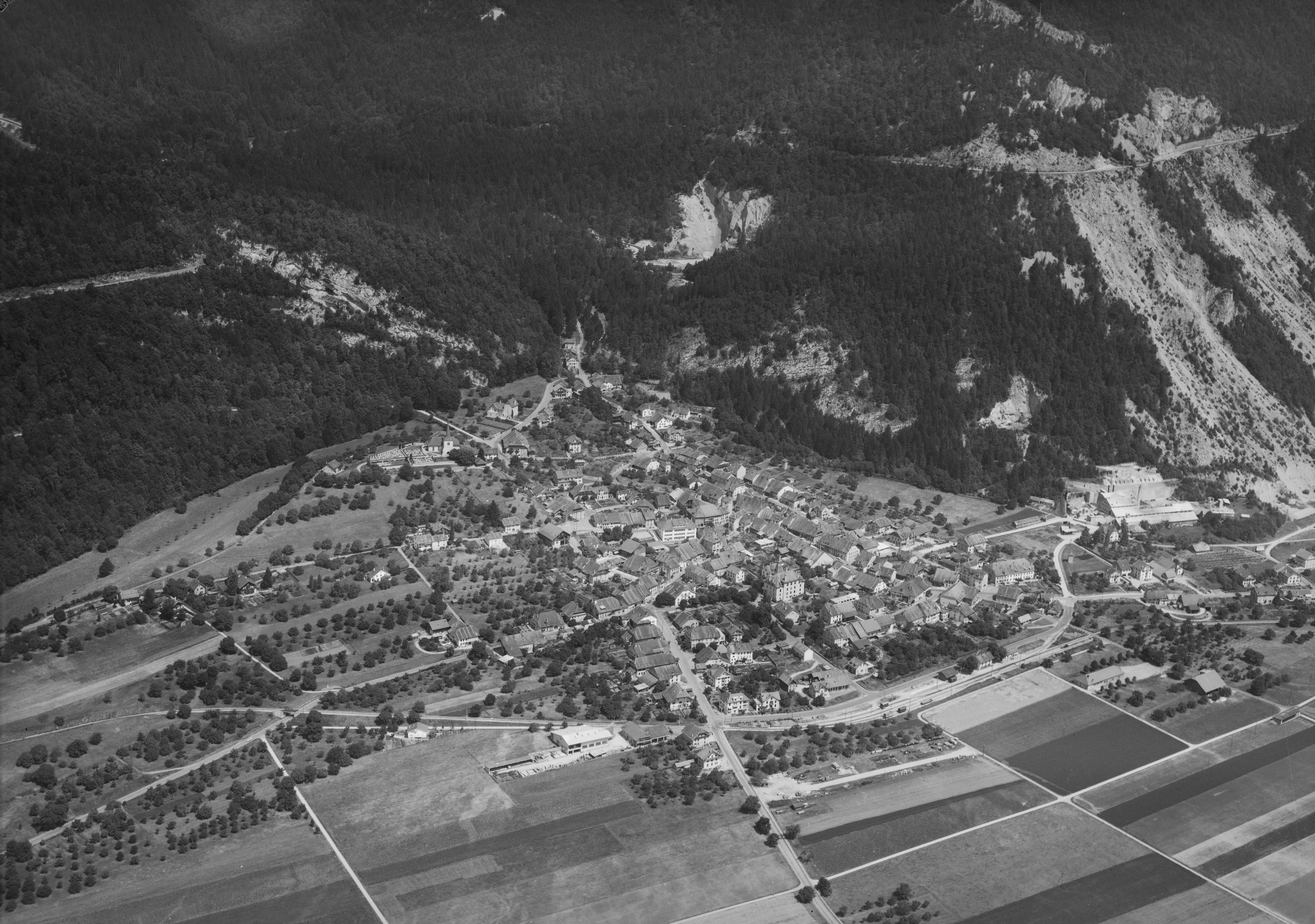
Letecký pohled (1964)

Obec Baulmes se může pochlubit velmi dlouhou tradicí osídlení. Ve skalách na svahu Jury nad obcí byly nalezeny důkazy o pravěkém osídlení. Byly objeveny také stopy osídlení z neolitu a doby bronzové (kamenné nástroje, keramika a kosti). Další pozůstatky pocházejí z doby římské a raného středověku.
První zmínka o Baulmes pochází z roku 652 a nese název in loco Balmensi. Později se objevily názvy Balmo (962), Balmis (1123) a Balme (1228). Název místa lze vysledovat z pozdně latinského balma (jeskyně, jeskyně, abri).
Historie obce začíná v roce 652, kdy vévoda Chramnelenus, přítel svatého Kolumbána, založil nedaleko Baulmes klášter zasvěcený svaté Marii, kde lidé žili nejprve podle Kolumbánových pravidel a později podle pravidel benediktinů. Pravděpodobně v průběhu 12. století se tehdy zanedbaný klášter dostal k převorství v Payerne, pod jehož správou bylo převorství obnoveno. Ke klášternímu majetku patřily statky v Bonvillars, Montcherand a Orbe. Kolem kláštera postupně vznikla vesnice Baulmes. Ve 13. nebo 14. století byla celá vesnice zničena požárem. V průběhu 15. století se Baulmes stalo terčem několika nájezdů loupeživých baronů ze sousední Francie. Z tohoto důvodu byla u horního vchodu do vesnice naproti průsmyku Col de l’Aiguillon postavena pevnost, která mohla během těchto nájezdů pojmout všechny obyvatele.
Po dobytí Vaudu Bernem v roce 1536 byla zavedena reformace a převorství v Baulmes bylo zrušeno. Baulmes bylo přiřazeno k bernskému panství Yverdon, kde zůstalo až do pádu Staré konfederace v roce 1798. Poté obec patřila ke kantonu Léman až do roku 1803 v období helvétského soustátí, kdy byla s přijetím Ústavy o zprostředkování začleněna do kantonu Vaud. Zpočátku patřilo Baulmes do okresu Grandson, ale v roce 1809 se stalo součástí okresu Orbe.

## Obyvatelstvo

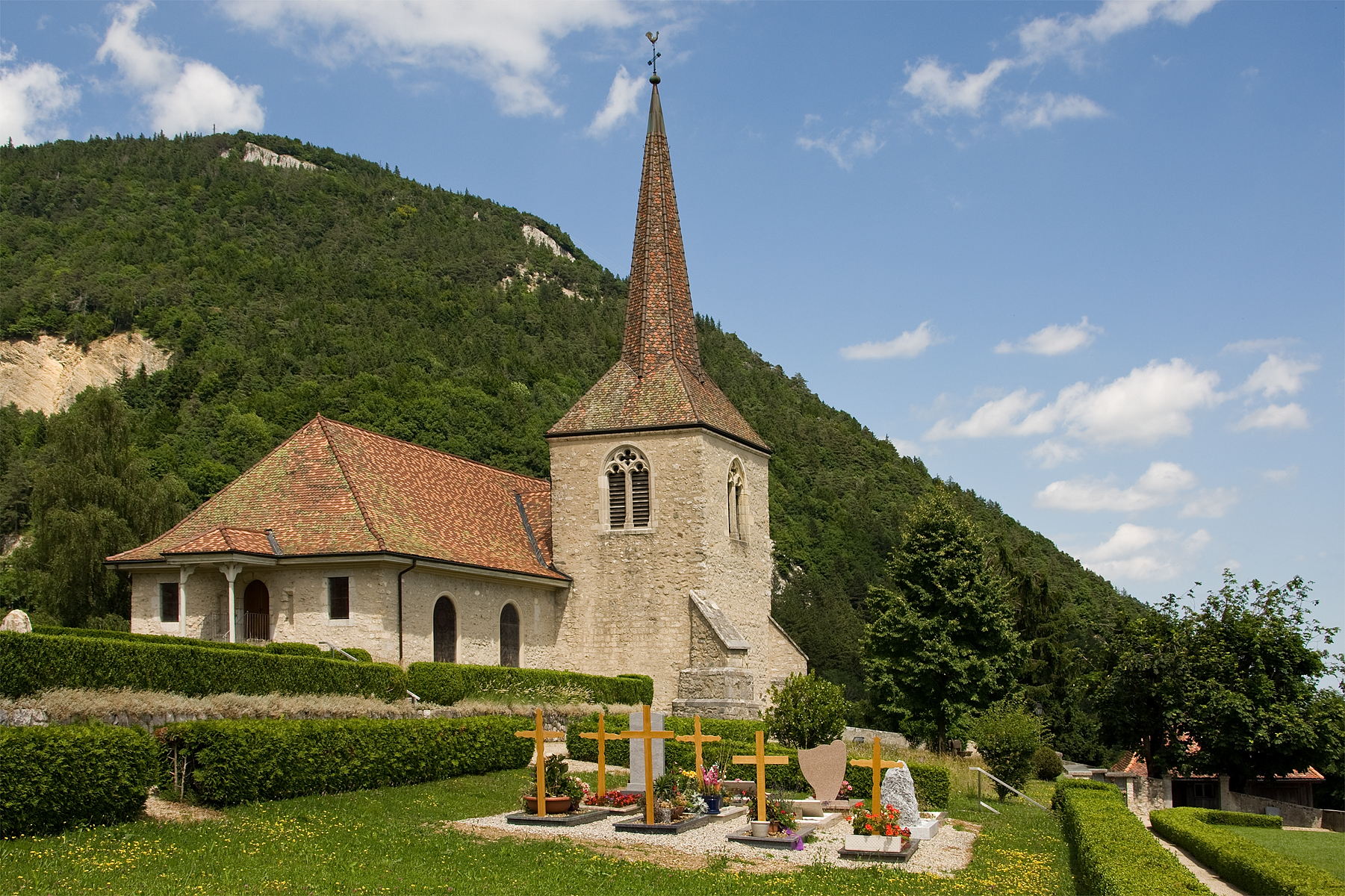
Kostel

Z 87,4 % obyvatel se hovoří francouzsky, 2,7 % německy a 3,6 % srbochorvatsky (stav v roce 2000). V roce 1850 žilo v Baulmes 862 obyvatel a v roce 1900 1241 obyvatel. V důsledku silného vystěhovalectví pak obec do roku 1970 zaznamenala pokles o třetinu na 811 obyvatel. Od té doby byl opět zaznamenán mírný nárůst počtu obyvatel.

## Hospodářství
Baulmes bylo po dlouhou dobu vesnicí, která se vyznačovala především zemědělstvím. I dnes tvoří zemědělství značnou část pracovní síly. Na úpatí Jury se na úrodné půdě pěstuje především orná půda, zatímco ve vyšších polohách převažuje chov dobytka, zejména dojnic. Již ve 14. století bylo důležitým zdrojem obživy obyvatelstva soukenictví. Vodní síla řeky Baumine byla brzy využívána k provozu mlýnů, pil, kováren a koželužen. Od 16. do 18. století byly na řece Jougnena vysoké pece. V letech 1897–1957 byla v provozu cementárna. Dnes se průmysl soustřeďuje na zpracování dřeva (výroba nábytku, truhlářství, tesařství), dále na mechanické dílny a továrnu na kávovary.

## Doprava

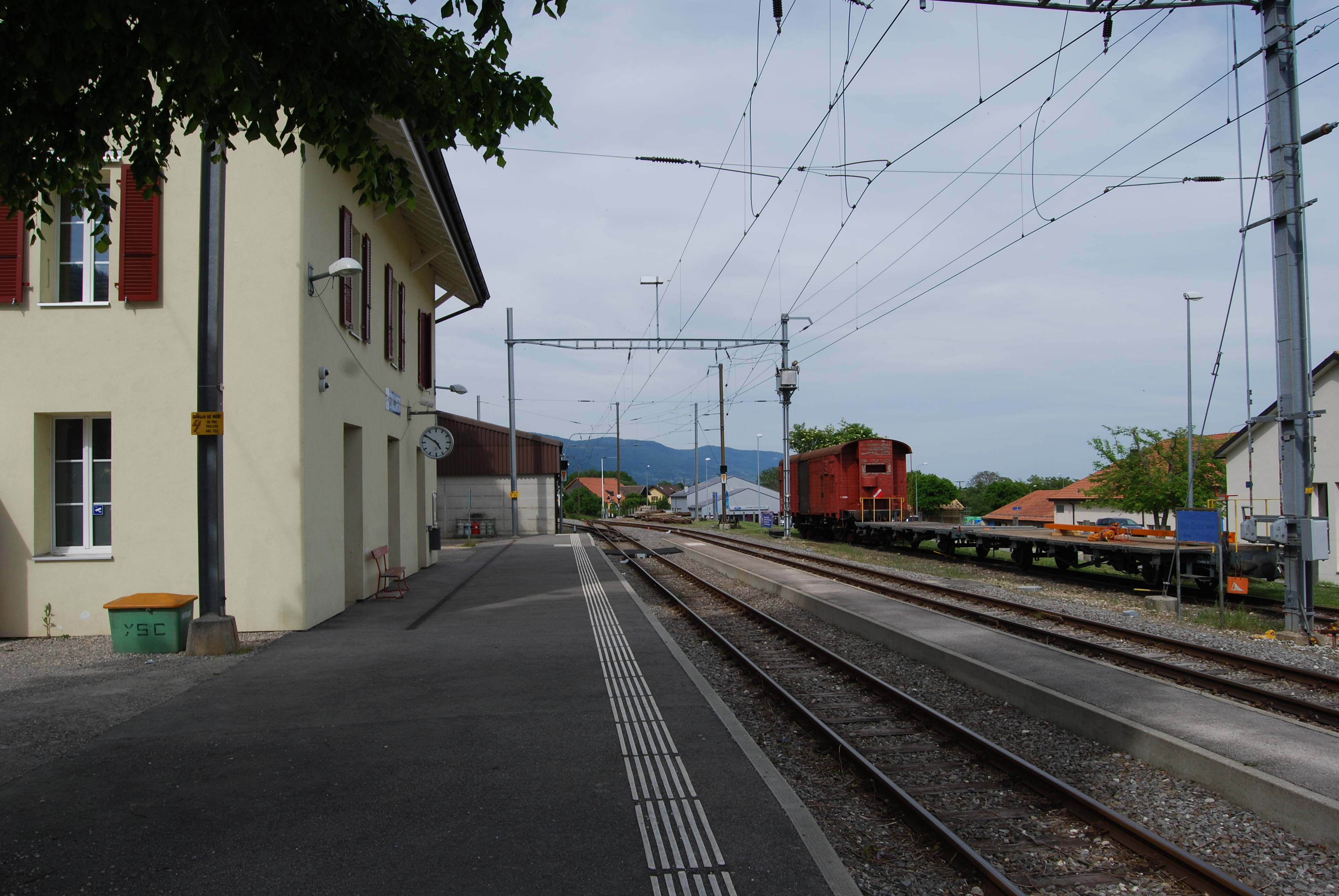
Železniční stanice

Obec se nachází mimo hlavní dopravní tahy na kantonální silnici z Vuiteboeuf do Orbe. Dne 27. listopadu 1893 byla zprovozněna úzkorozchodná železnice Chemin de fer Yverdon–Ste-Croix se stanicí v Baulmes. S Orbe je navíc k dispozici také autobusové spojení.